# Madsen (Waffe)
Das Madsen war ein leichtes Maschinengewehr aus dänischer Produktion. Es wurde 1883 vom Rüstmeister der Königlichen Militärwaffenfabrik in Kopenhagen, Julius Alexander Rasmussen Bjarnov (1838–1908), und dem Hauptmann der Artillerie Vilhelm Herman Oluf Madsen (1844–1917) konstruiert. Die Firma Compagnie Madsen A/S, später in Dansk Rekylriffel Syndikat umbenannt, fabrizierte eine von Theodor Schouboe verbesserte Variante, die 1903 von Madsen, jetzt Generalmajor und Kriegsminister, in der dänischen Armee eingeführt wurde. Die Waffe gilt als eines der ersten in großen Stückzahlen gefertigten leichten Maschinengewehre. Der Mechanismus war einzigartig. Er basierte auf dem Verschluss des Martini-Henry-Gewehrs.

## Funktion
Die Waffe ist ein zuschießender Rückstoßlader mit langem Rohrrücklauf. Im Waffengehäuse befindet sich ein aus dem Lauf, dem Verschlussgehäuse und dem Verschluss bestehendes Martinisystem, das durch den Rückstoß zurückläuft und durch die Vorholfeder wieder nach vorn gebracht wird. Der Verschluss kann nach oben und unten schwenken. Er wird beim Rücklauf durch eine am Waffengehäuse angebrachte Kulisse nach oben geschwenkt. Dabei tritt der Auswerfer in Funktion und wirft die Patronenhülse nach unten aus.
Im Vorlauf des Systems wird der Verschluss nach unten geschwenkt und ein Zubringerhebel schiebt die nächste Patrone aus dem Magazin ins Patronenlager. In der letzten Phase des Vorlaufes schwenkt der Verschluss in die Mittelstellung hinter dem Patronenlager und ein innenliegender Hahn löst den Schuss über einen Zündstift aus.

## Einsätze

### 1903 bis Erster Weltkrieg
Die kaiserlich russische Armee kaufte 1250 Exemplare des Madsen-lMGs, die während des Russisch-Japanischen Krieges zum Einsatz kamen. Ab 1914 wurden erbeutete russische Madsen von der Infanterie- und Gebirgseinheiten, später auch von Sturmtruppen der deutschen Armee vornehmlich in der Defensive eingesetzt. Dabei benutzte das deutsche Heer das Kaliber 7,92 × 57 mm, da die Patrone besser verfügbar war als die ursprüngliche Munition (6,5 × 55 mm). Die Herstellung des Madsen-lMG war zwar aufwändig, es war jedoch auch für seine Zuverlässigkeit bekannt. Während des Ersten Weltkrieges und noch danach wurde es an 34 Staaten in zwölf verschiedenen Kalibern verkauft.
In Russland wurde es ab 1916 in der Ersten russischen Gewehr- und Maschinengewehrfabrik in Lizenz hergestellt.

### Zweiter Weltkrieg
Bis Juni 1940 wurde das Madsen-lMG von der norwegischen Armee genutzt. 3500 Stück im Kaliber 6,5 × 55 mm wurden von den dänischen Streitkräften eingesetzt. Auch die Deutschen setzten während des Zweiten Weltkrieges erbeutete Madsen-lMGs ein. Erst 1955 löste die dänische Armee das Madsen durch eine neuere Waffe ab.
Da die königlich-niederländisch-indische Armee vor dem Krieg standardmäßig mit dem Madsen-lMG ausgerüstet war, fielen der kaiserlich japanischen Armee nach dem Fall von Niederländisch-Indien einige Exemplare des lMGs in die Hände.

### Heute
Die Militärpolizei des Bundesstaates Rio de Janeiro, Brasilien benutzt noch über hundert Jahre nach seiner Entwicklung das Madsen-lMG.